# Make love not war

Het antiatoombom- of vredessymbool uit de jaren 60

Make love not war was een slogan die veel werd gebruikt door hippies tijdens de flowerpowerperiode in de jaren zestig van de twintigste eeuw als protest tegen de Vietnamoorlog. In 1967 vochten er een half miljoen Amerikaanse soldaten in Vietnam en er was veel verzet tegen deze oorlog.
De slogan was echter gericht tegen oorlog in het algemeen. De Koude Oorlog werd als zeer bedreigend gezien, er heerste grote angst dat "de bom" (bedoeld werd een atoombom) zou vallen. Diverse vredesactivisten uit deze periode, zoals dominee Martin Luther King (vermoord in 1968), uitten protest tegen de oorlogsdreigingen, tegen geweld en tegen racisme. De slogan werd ook na de jaren zestig nog gebruikt. Het kwam in elke antioorlogsdemonstratie weer terug.

## Herkomst
De Amerikaanse zanger Rod McKuen beweerde de slogan al tijdens de Koreaanse Oorlog verzonnen te hebben. Ook professor Gershon Legman beweerde de slogan bedacht te hebben en voor het eerst in 1963, in een college aan de Ohio University, genoemd te hebben.
John Lennon schreef een nummer met de naam Make love not war. In 1973 gebruikte hij de slogan opnieuw in het nummer Mind Games. Een verwante slogan was Give peace a chance, naar het gelijknamige lied, ook van Lennon.

## Later gebruik
- In 2004 was er in Nederland een Make Love Not War Dance Parade.
- In 2006 werd de slogan geparodieerd in de titel van de South Parkaflevering: Make Love, Not Warcraft.
- make love is een command dat in sommige besturingssystemen het resultaat not war? oplevert. Het werkt onder andere in bepaalde versies van Unix.